# Zigarettenspitze

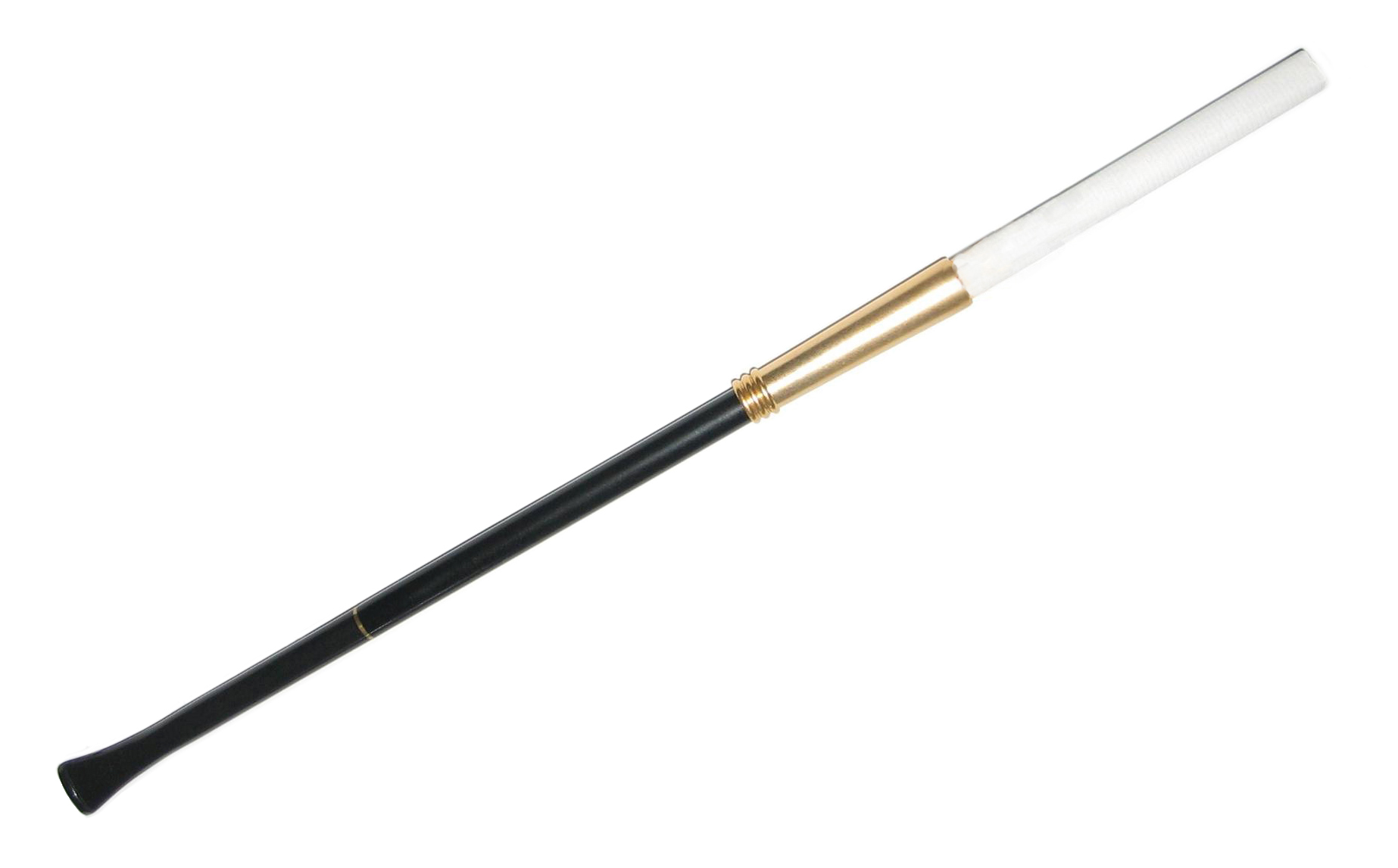
Zigarettenspitze

Eine Zigarettenspitze (auch Zigarettenhalter, Zigarettenverlängerung, Zigaretten-Mundstück) ist eine Hülse zwischen Zigarette und Mund des Rauchers.
Werkstoff kann Metall, Holz, Kunststoff oder Karton sein. Anfang des 20. Jahrhunderts kamen bei Charleston-Tänzerinnen diese Hülsen in Mode. Der deutsch-amerikanische Künstler Lyonel Feininger erinnerte sich 1952, dass er in seiner Berliner Zeit „echte Meerschaum Cigarettenspitzen“ zum Preis von 3 Mark aufwärts erwarb.
Vorteile, die die Benutzung einer Zigarettenspitze bieten soll:
- Reduziert die Gefahr, dass die Asche der Zigarette auf die Kleidung, insbesondere auf luxuriöse Damengarderobe fällt. Daher sind Zigarettenspitzen für Damen traditionell länger als für Männer.
- Reduzierung von Nikotingeruch und Gelbfärbung an den Fingern durch den größeren Abstand zur Zigarette.
- Verhindert bei filterlosen Zigaretten, dass Tabakkrümel in den Mund gelangen.
- Falten um die Mundpartie, die durch das Spitzen des Mundes beim Rauchen oder das Halten der Zigarette mit dem Spitzmund entstehen können (sog. Tabaksbeutelmund), sollen angeblich reduziert werden.
- Eine geringere Zahnverfärbung ist zu erwarten, wenn der Rauch aus dem Mundstück der Zigarettenspitze an den vorderen Zähnen vorbeigeleitet wird.
- Der Einsatz eines Filters in der Zigarettenspitze soll die Inhalation gesundheitsschädlicher Stoffe im Rauch reduzieren können.

Ebenso gibt es auch Zigarrenspitzen. Bundeskanzler Ludwig Erhard war ein bekannter Nutzer der Zigarrenspitze.

## Galerie

Aufbau einer Zigarettenspitze
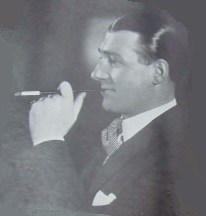
Raucher mit Zigarettenspitze
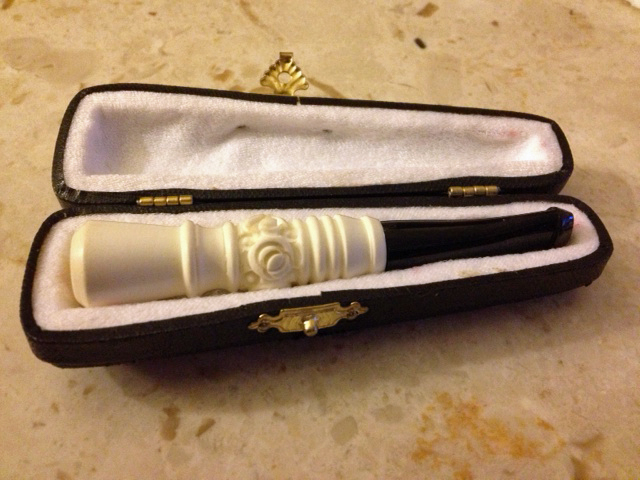
Zigarettenspitze aus Meerschaum
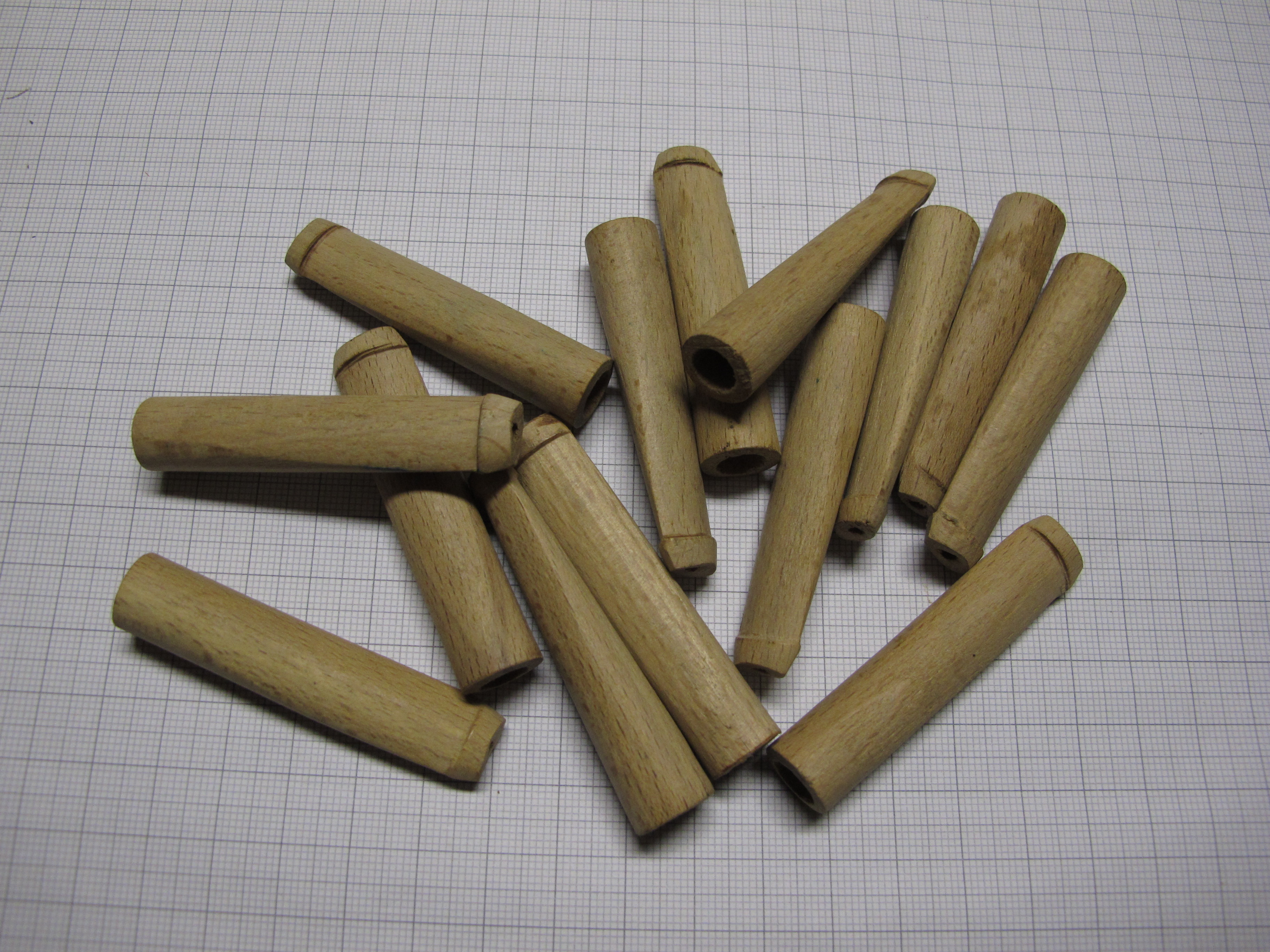
Zigarettenspitzen aus Holz